# Alfredo Comazzi
Alfredo Comazzi (Milano, 20 novembre 1890 – ...) è stato un arbitro di calcio e dirigente sportivo italiano.

## Arbitro e dirigente
Arbitro di calcio e dirigente dell'Unione Sportiva Milanese, società per la quale Alfredo ricoprì dal 1914 al 1916 la carica di segretario e rappresentante dell'USM presso il Comitato Regionale Lombardo della F.I.G.C. quale membro del consiglio direttivo.
Prese subito la tessera dell'Associazione Italiana Arbitri e fu così citato dai primi almanacchi calcistici dell'epoca per distinguerlo da altri che non lo avevano fatto.
Iniziò ad arbitrare nel 1912 dirigendo la partita di Prima Categoria Bologna-Venezia (0-1) del 19 gennaio 1913.
Ritornato dalla grande guerra incolume, riprese ad arbitrare nella stagione 1919-1920 a disposizione del Comitato Regionale Lombardo quale arbitro ufficiale abilitato alla conduzione delle gare di semifinale.
Smise di arbitrare nel 1920, o per lo meno non si conoscono gare della stagione successiva da lui dirette.